# ليفي لينكولن، الابن
ليفي لينكولن، الابن (بالإنجليزية: Levi Lincoln Jr.) (و. 1782 – 1868 م) هو سياسي، ومحام من الولايات المتحدة الأمريكية ولد في ورسستر، ماساتشوستس.
وهو عضو في حزب اليمين .

## التعليم
تعلم في جامعة هارفارد.